# Nemesvita
Nemesvita község Veszprém vármegyében, a Tapolcai járásban (az 1950-es megyerendezésig Zala vármegyéhez tartozott).

## Fekvése
A Tapolcai-medence nyugati határán, illetve a Keszthelyi-fennsík keleti szélénél fekszik, a Balatontól körülbelül 3 kilométerre északra.
Különálló településrészei Törekpuszta, Szúnyogmajor és Feketecser, mindhárom a központjától 2~4 kilométerre északi, illetve északkeleti irányban.
A közvetlenül határos települések: észak felől Lesencetomaj, északkelet felől Raposka, kelet felől Hegymagas, délkelet felől Szigliget, dél felől Balatonederics, délnyugat felől Balatongyörök, nyugat felől Vállus, északnyugat felől pedig Lesencefalu. A legközelebbi város Tapolca, körülbelül 9 kilométerre északkeletre.

### Megközelítése
Közigazgatási területét átszeli dél-északi irányban a Balatontól Sopron térségéig húzódó 84-es főút, így az a legfontosabb közúti megközelítési útvonala. A főút a lakott területének keleti széle mellett halad el, központja az abból kiágazó 73 154-es számú mellékúton érhető el. Törekpuszta közvetlenül a főút mellett fekszik, annak keleti oldalán, míg a két másik, különálló településrész felé számozatlan bekötőutak vezetnek.
A hazai vasútvonalak közül a Balatonszentgyörgy–Tapolca–Ukk-vasútvonal érinti, aminek régen egy megállója is volt a területén. Az 1907-ben létesített megálló előbb csak teherforgalmat bonyolított, Kongó rakodó néven, néhány év múltán személyforgalom előtt is megnyitották Kongó néven; 1943-tól 1973. június 3-i bezárásáig viselte a falu nevét. Nemesvita megállóhely a község északkeleti határszéle közelében feküdt, a belterülettől jó 4 kilométerre, bezárásának fő oka e nagy távolság és az abból fakadó kihasználatlanság lehetett. A legközelebbi vasúti csatlakozási lehetőséget azóta Balatonederics vasútállomás kínálja, a községtől néhány kilométerre délre.

## Története
Nemesvita a Keszthelyi-fennsík egy erdőkkel határolt völgyében fekszik, a 84-es főútról az egyedülálló jegenyesorú úton közelíthető meg.
A jelenlegi települést először az 1209-ben kelt oklevelek említik. A római katolikus templom első említése 1333-ból való, késő barokk formáját 1788-ban nyerte el.
A község fő vonzerejét festői fekvése, a Balatonra és a Tapolcai-medencére tekintő csodálatos panorámája, valamint borospincéi és nyugalmat árasztó népi lakóházai adják.
A 13. század elején a Tornai nemzetségbeli Tiba birtokában volt. A település régi zalai egyházas hely volt. Egymással versengő kisnemesi családok lakták. A lakosság demográfiai csúcsa 1890 körül mutatkozik, azóta több mint kétharmadával csökkent az itt élők száma. Jellegzetesek a településen a népi építészet parasztbarokk jegyeit magukon viselő kisnemesi kúriái.
Vita a tatárdúlás (1241) előtt a völgyön kívül is terjeszkedett, egészen a törekpusztai határig. A település földesura után nevezték Töreknek, a 13. század végén ott is épül templom , ezért a puszta másik neve még 1514-ben is Egyházastörek.
Vita legfőbb jövedelemforrása kezdettől fogva a szőlőtermesztés – borkészítés volt. Szőlőit egy adás-vétel kapcsán már 1216-ban oklevél említi. A tatárok elvonulása után a falu elhelyezkedésére nézve bizonyos, hogy lakói egy része a síkon maradt, mások felköltöztek a szurdokba – vagy elhagyott régi házaikba vagy az új, védhetőbb helyekre. Érdekes, hogy Vita 1080 után 1209-ben is oklevélben szerepel, míg a szomszéd Törek csak 1260-ban egy birtokperben, majd 1262-ben annak kapcsán, hogy lakói a tatárok elől más vidékre menekültek.
A falu ősiségének legfőbb bizonyítéka az eredetileg román stílusú templom, ami jóval a tatárjárás előtt épült. Alatti és körülötte település kellett legyen, tehát Vitai mai helye legkésőbb a templomépítést megelőző évtizedekre, a 12. század elejére, közepére datálható.
Egy kutató, Petneházyné Mály Bice szerint a vitai templomot a Templomos Lovagrend emelte, feltehetően az 1100-as évek végén. A templom a keletkezéséről szinte mesél: vagyis Árpád-kori eredetéről és a templomosok építészetéről.
Bár Kurbély György veszprémi püspök szerint régi parókiáját a ciszterciták emelték, mintegy 600 évvel ezelőtt. E tényállítás azon alapul, hogy a kutató felfedezte a stílusukra jellemző egyenes záródású szentélyt, nem gondolva a megoldást korábban alkalmazó templomosokra és johannitákra. E megfogalmazás azonban lehet szándékos ferdítés, hiszen a templomosok emlékét 1816-ban még hallgatásba fullasztották.
Vita a templomosok betelepülésekor virágzó falu lehetett. Nem kevés lovag érkezhetett ide, ha 1333-ban pápai tized fejében már 30 „széles dénárral” adóztak.
A vitai templom magaslatra épült, de nem a csúcsra, ahogy az a rendnél szokásos volt. A templomosok 1203 előtt emelték a templomot, úgy ahogy a felette kőfallal övezett lovagházat (a mai plébánia helyén)
A templom északkeleti tájolású, Szent István tiszteletére szentelték, mert mind a templomosok, mind a johanniták ha nem Jézus életével összefüggően, akkor magyar szent nevére keresztelték templomaikat. Az épület egyhajós, a szentély egyenes záródású, mennyezete cseh boltozatú. A hajó a toronyhoz lett csatolva, mely megoldást faluhelyen kizárólag a templomosok alkalmazták a 12. században.
A vitai templom kezdettől fogva karzattal is rendelkezik, mert a templomosok a néptől elkülönülten imádkoztak. A hajó és a szentély szélessége megegyezik, ami a kora gótikára vall, ugyanis a templomosok, sorsukat nem sejtve, mindenkor a jövőért munkálkodtak. A szentély egyenes záródása – mint említve volt - ugyancsak az egyházi lovagrendekre jellemző. A fal síkjából csak a pillérek ugranak ki, melyekben a mennyezet hevederei futnak. Érdekes, hogy a hajó második, kisebb hevedere után a szentély íve következik, mintha a szentélynek kettős diadalíve volna. Maga az apszis a hajó padlószintjénél mindenkor egy lépcsővel magasabban van, itt is így volt, míg át nem alakították. A szentélyből nyílik a sekrestye. Régen innen lehetett a vastag pillérkötegen át a falba vágott lépcsőn feljutni a szószékre, melyet elbontottak.
A templom bejáratával szemben, az ajtó fölött látható az építtető lovag címere: rózsa alakú keretbe foglalt csúcsos pajzsban haránt úgynevezett címergerendával elválasztva két medve- vagy vadkanfő. A címer fölött szembeötlő a torony két eredeti késő román, illetve kora gótikus tölcsérablaka. Szinte kiáltanak a 12. század végi stílusjegyek. Bár az ablakok mérete az akkoriban épült hazaiakénál nagyobb, jóval nagyobb a templom is.
A templom védőszentjeinek neve (Szent András és Benedek) csak 1725 óta ismert. Szentté avatásukra Gellértet megelőzve 1083-ban került sor. Az 1778-as átépítés után Szent István nevére szentelték fel.
Mivel Vita nem (teljesen) pusztult el a török időkben, a templom is ép maradhatott. Erre utal, hogy 1748-tól pár évig a környező települések Vita fíliái (leányegyházai) s Vita az egyetlen, melynek működő plébániája van.
A mai plébánia épület volt a lovagház. Fekvése, tájolása egyértelműen a templomosokra vall. A templomnál magasabban helyezkedik el, s a szurdokra és a templom épültére néz. Földszintes volt, erős kőfallal körülvéve, melynek ma már csak egy kis darabja ál. Az eredeti lovagház L. alakú lehetett. Kútja, illetve ciszternája ma is megvan. A ház mögött állt a méretes istálló, melyre szükség is volt, mert minden lovag három emberrel, ugyanannyi lóval rendelkezett, s a csatlósoknak is volt lovuk. Az istállófal azért ép részben ma is, mert a köveket hidegoltású mésszel kötötték meg, ami nem porlik és nem reped, így a nép az idők során nem igen tudta elhordani. Ezért állnak Európa-szerte és a Szentföldön a templomosok 800 éves várai és rendházai, melyeken alig fogott az időt. Itt Vitán is kevesen tartózkodhattak, állandóan úton lévén, egyházi vagy királyi küldetésben. A rend nem csak a keresztes hadjáratok leghatékonyabb alakulata volt, tagjait a királyok és fejedelmek belviszályaikba és nyelvtudásuk miatt diplomáciai alkuikba is bevonták. Ahol megtelepedtek, helytálltak, így Magyarországon is, ezért jutalmazták őket az Árpád-háziak bőségesen, s ezért nem engedték a Kárpát-medencében a Jeruzsálemi Templomos Lovagrendet szétverni.
A 13. század közepén a vitaiak és a törekiek határaik miatt perbe keveredtek, ami azt jelenti, hogy a tatárjárás idején a két község önálló volt. 1260-ban végül a két település a birtokvitában egyezségre jutott. Ebben szerepet játszhatott a tatárdúlás keserves emléke, valamint feltehetően az is, hogy a vitaiak az országút mellől a szurdokba költöztek. A dúlást mindkét falu súlyosan megszenvedte. 1262-ben vitáról ismét okleveles említések történnek, hol villaként – falu, hol földként – terra, jegyezve, majd jó időre eltűnik a forrásokból, vagy megsemmisülnek a települést említő iratok.
Legközelebbi írásos emlék Vitáról 1333-ra datálódik, amikor papja, Pál révén, aki abban az évben pápai tizedként 35, a következőben 30 széles dénárt fizetett. Tudott az is, hogy a tapolcai medence települései között Vita akkoriban a második adófizető volt, tehát igencsak jómódú lehetett. Vezető szerepére utal, hogy Györktől a lesencékig (Tomajig) és Vállusig a falvak a vitai plébánia fennhatósága alá tartoztak, ami minden bizonnyal az ide települt templomos lovagoknak köszönhető.

## Közélete

### Polgármesterei
- 1990–1994: Eke Ferenc (független)[4]
- 1994–1998: Eke Ferenc (független)[5]
- 1998–2002: Eke Ferenc (független)[6]
- 2002–2006: Eke Ferenc (független)[7]
- 2006–2010: Eke Ferenc (független)[8]
- 2010–2014: Eke Ferenc (független)[9]
- 2015–2019: Csali János Ferenc (független)[10]
- 2019–2024: Csali János Ferenc (független)[11]
- 2024– : Eke Ferenc (független)[1]

A településen 2014. október 12-én, a rendes önkormányzati választás időpontjában nem lehetett polgármester-választást tartani, mert a faluvezetői tisztségre egyetlen lakos sem jelentkezett. Az emiatt szükségessé vált időközi választáson, amit 2015. február 1-jén tartottak meg, már három jelölt is indult, közülük a győztes az érvényesen leadott 221 szavazat több mint 3/4-ét szerezte meg.

## Népesség
A település népességének változása:
| Lakosok száma | 325  | 334  | 317  | 295  | 303  | 342  | 346  | 342  |
|               | 2013 | 2014 | 2015 | 2019 | 2021 | 2022 | 2023 | 2024 |

A 2011-es népszámlálás során a lakosok 96,5%-a magyarnak, 1,6% cigánynak, 0,3% románnak, 2,2% németnek mondta magát (3,5% nem nyilatkozott; a kettős identitások miatt a végösszeg nagyobb lehet 100%-nál). A vallási megoszlás a következő volt: római katolikus 83,5%, református 3,8%, evangélikus 0,3%, felekezeten kívüli 4,8% (7,3% nem nyilatkozott).
2022-ben a lakosság 84,8%-a vallotta magát magyarnak, 2% németnek, 0,6% szlováknak, 0,6% cigánynak, 0,3-0,13 szerbnek, görögnek, örménynek és ukránnak, 1,8% egyéb, nem hazai nemzetiségűnek (13,7% nem nyilatkozott; a kettős identitások miatt a végösszeg nagyobb lehet 100%-nál). Vallásuk szerint 36,5% volt római katolikus, 2,6% református, 0,9% görög katolikus, 0,3% evangélikus, 0,6% egyéb katolikus, 5,8% felekezeten kívüli (52,6% nem válaszolt).

## Nevezetességei
- Nemesvitai Botanikus Kert és Kísérleti Erdő
- Equital Lovasudvar Nemesvita
- Kilátó

## Régi mondások, falucsúfolók a településről
- H’á való? „Nyáron Nemes-Vitára, télen Kódis-Vitára.”[15]

## Képgaléria

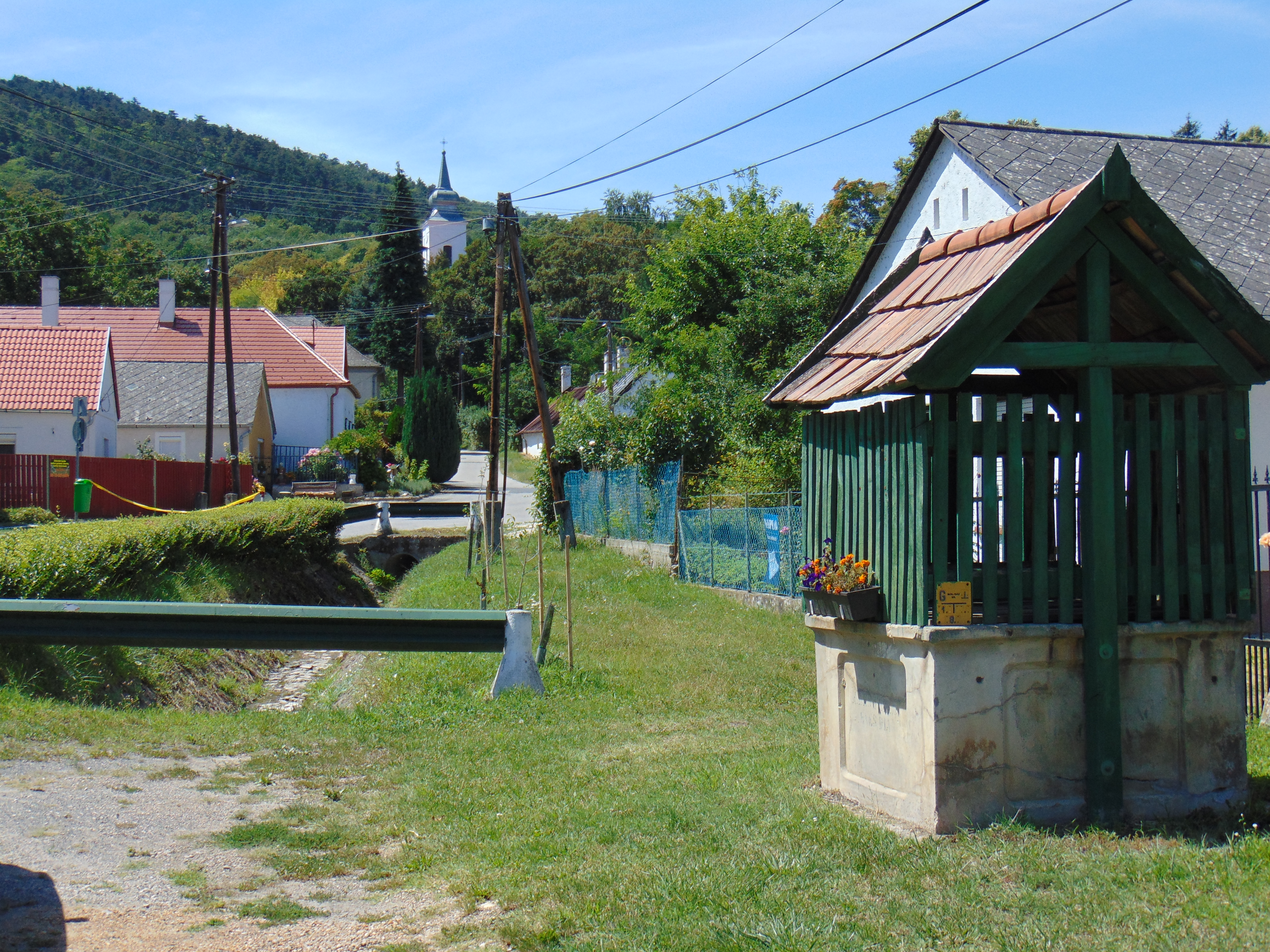
Utcakép kúttal
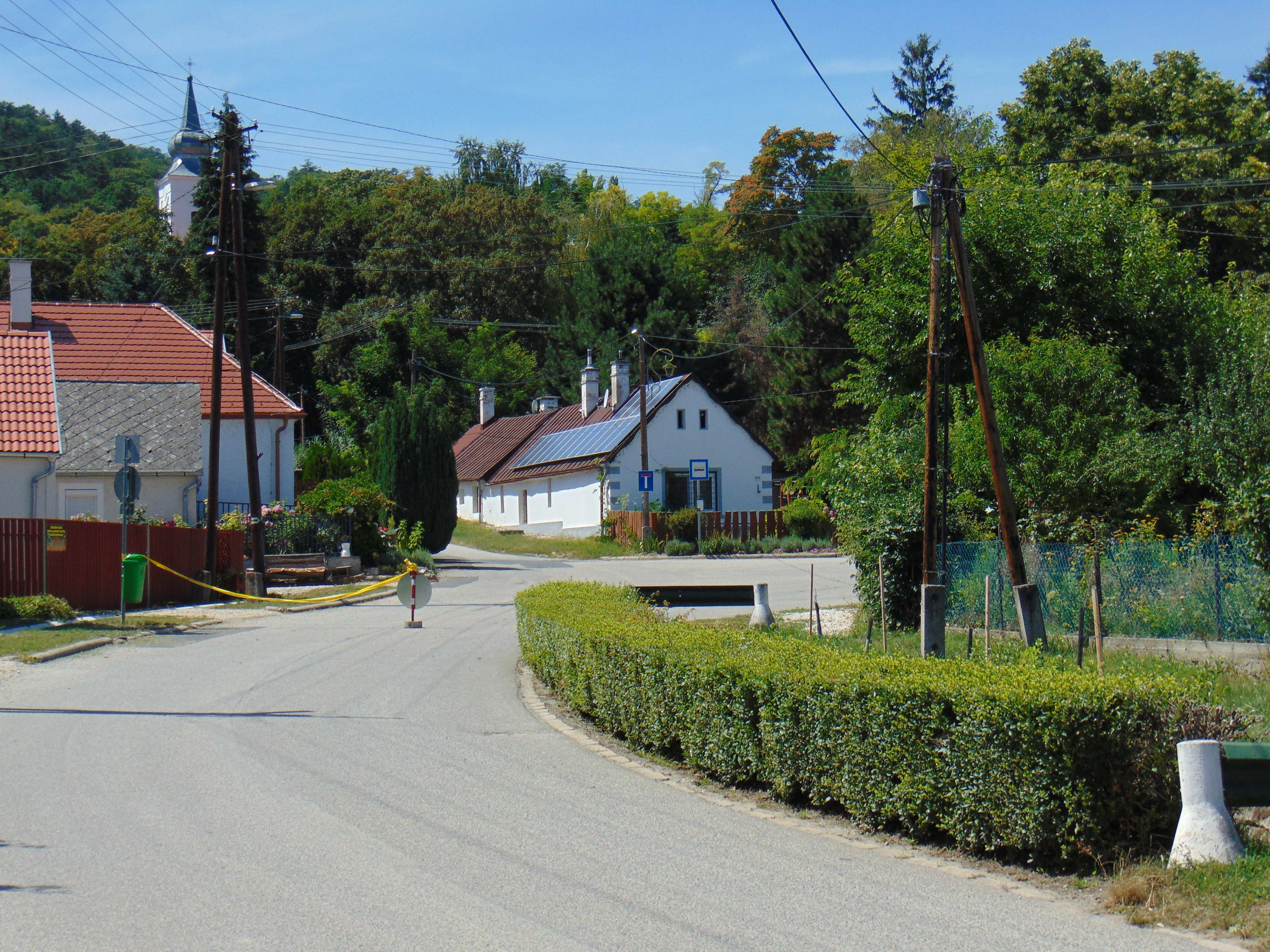
Utcakép Nemesvita központjában
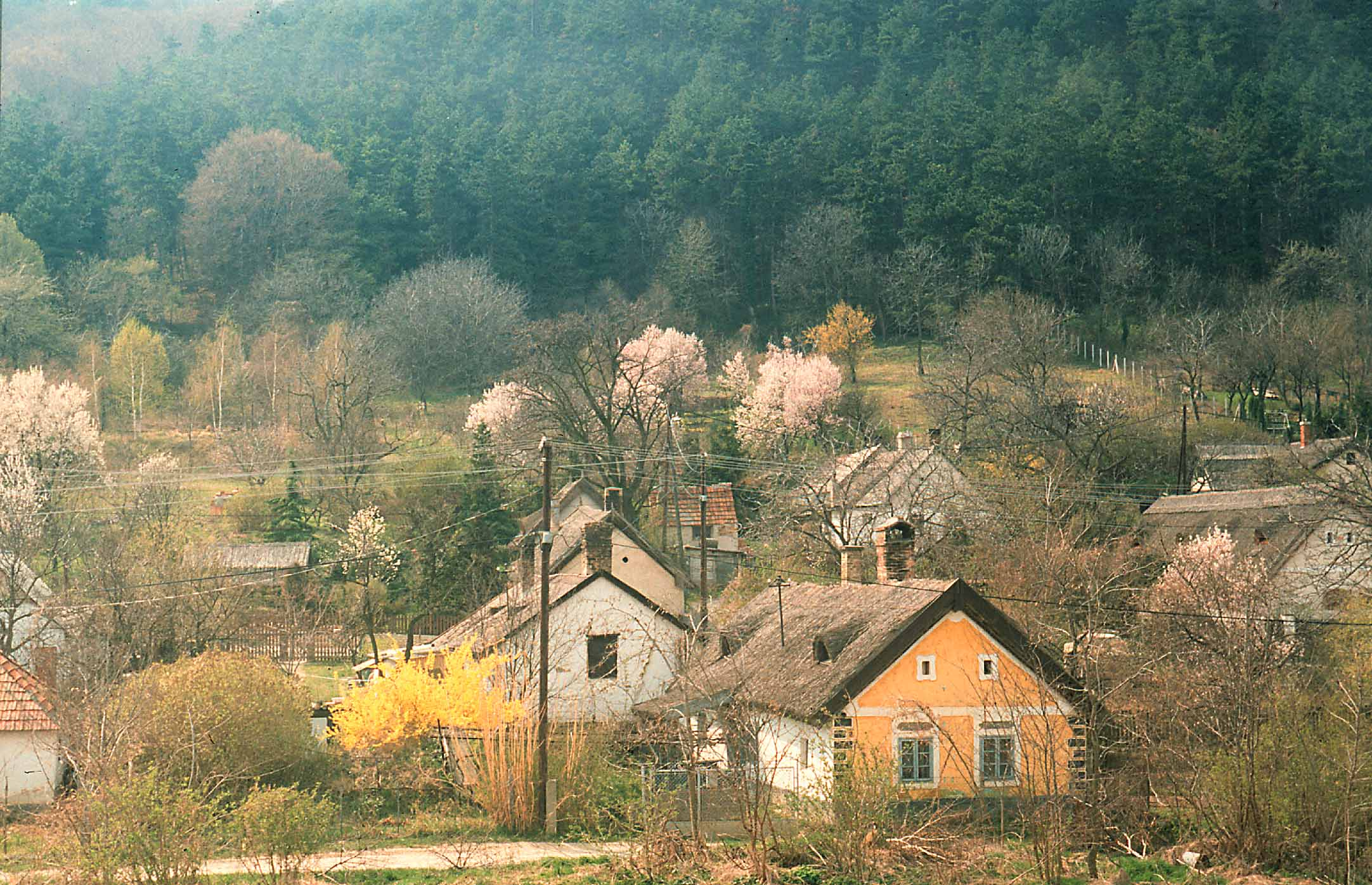
A nemesvitai Cseresznyés
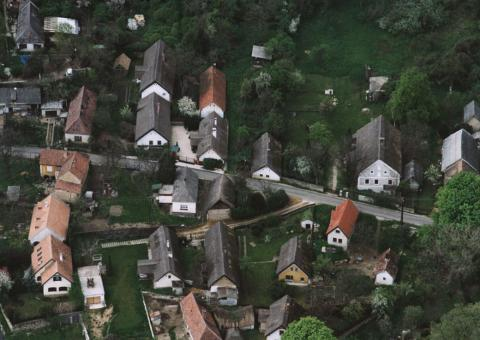
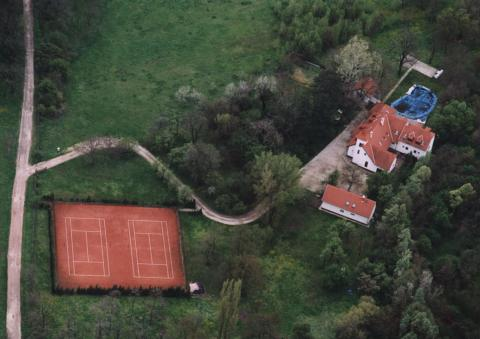
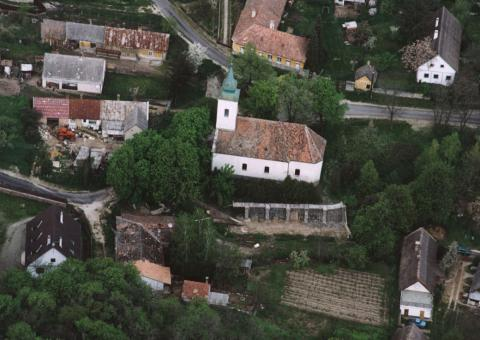